# Streitkräfte der Slowakischen Republik
Die Streitkräfte der Slowakischen Republik, auch Slowakische Streitkräfte oder Streitkräfte der Slowakei (slowakisch Ozbrojené sily Slovenskej republiky; 1993–2002 auch Armáda Slovenskej republiky)  sind die bewaffneten Streitkräfte der Slowakei.

## Geschichte
Im Jahr 1993 erfolgte die Trennung der Tschechischen und Slowakischen Föderativen Republik in die Tschechische Republik und die Slowakische Republik. Die Soldaten der Tschechoslowakischen Armee durften selbst entscheiden, ob sie zukünftig in den Tschechischen Streitkräften oder in den Slowakischen Streitkräften dienen wollten. Seit 2004 ist die Slowakei Mitglied der NATO und der EU.

## Organisation

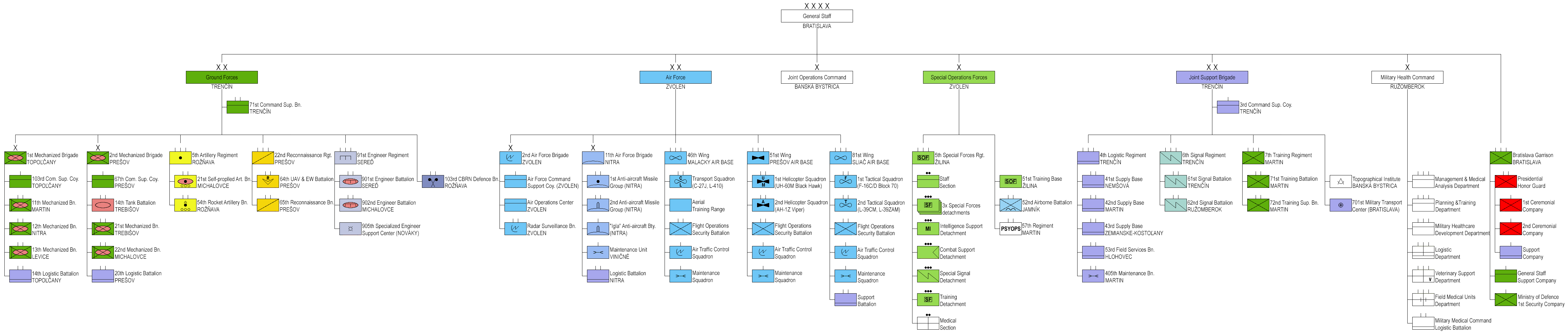
Struktur der Slowakischen Streitkräfte 2024

Die Streitkräfte der Slowakischen Republik befinden sich im Organisationsbereich des Verteidigungsministeriums der Slowakischen Republik und sind truppendienstlich dem Generalstab der Slowakischen Streitkräfte unterstellt. Sie untergliedern sich in die Teilstreitkräfte
- Heer (Pozemné sily Slovenskej republiky),
- Luftstreitkräfte (Vzdušné sily Slovenskej republiky)
- Spezialoperationskräfte (seit 2019)

und die
- Ausbildungs- und Unterstützungskräfte (Sily podpory a výcviku Slovenskej republiky).

## Truppenstärke und Ausrüstung
Die Streitkräfte bestehen seit etwa 2006 aus Berufssoldaten mit einem Anteil von rund 8,65 % Soldatinnen (Stand Juni 2007). Die Slowakei verfügte im Jahr 2019 etwa über 11.700 Soldaten, im Jahr 2016 waren es noch 13.500. Das Land hat derzeit 22 Kampfpanzer. Die Luftstreitkräfte verfügen über 24 Kampfflugzeuge.

### Ausrüstung der Luftstreitkräfte

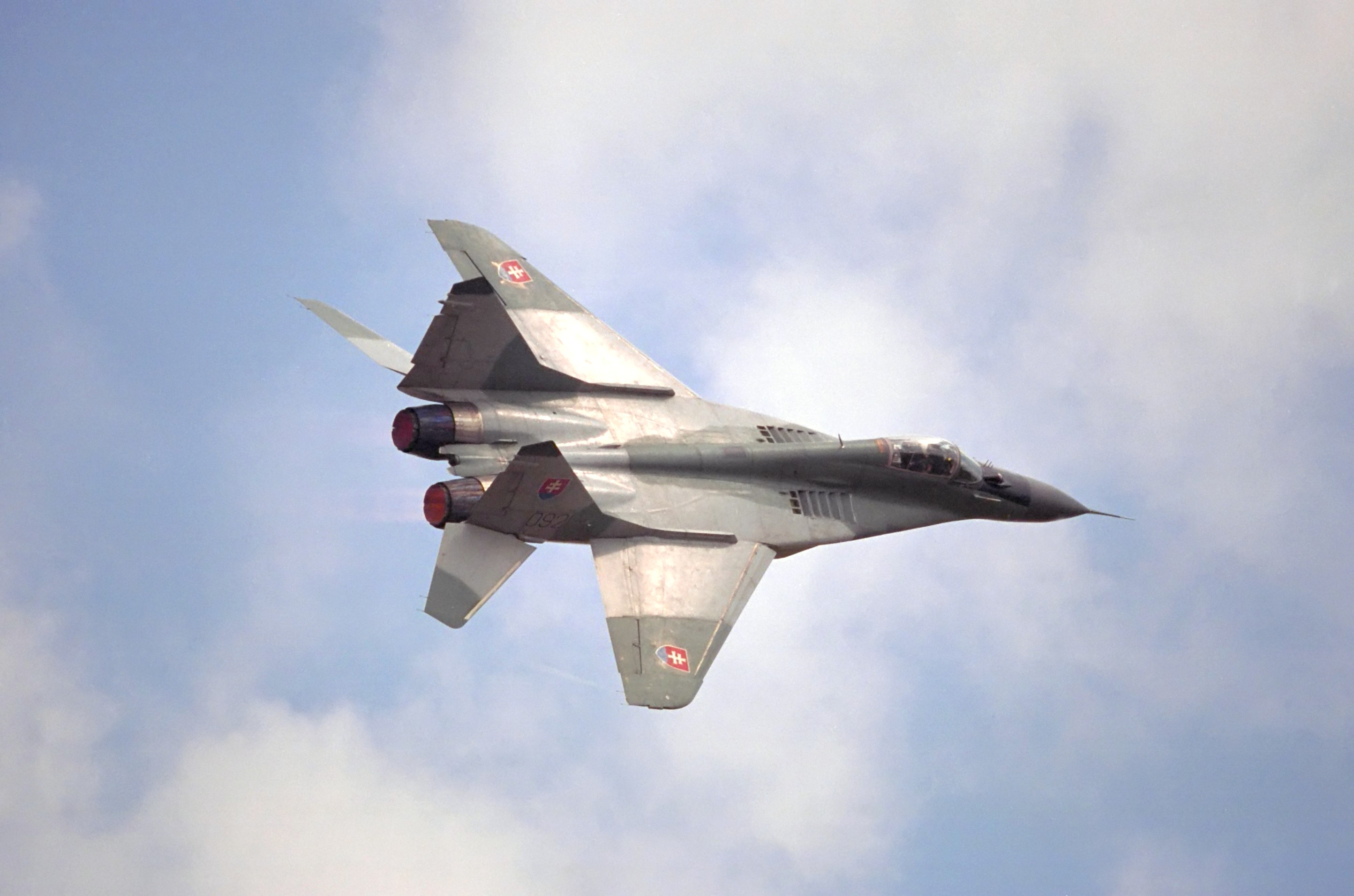
Slowakische MiG-29A

Die Ausrüstung wurde zum größten Teil aus den Beständen der tschechoslowakischen Luftstreitkräfte übernommen, wobei in den letzten Jahren einige Maschinen stillgelegt, modernisiert oder durch neue ersetzt wurden. Am bedeutendsten dürfte dabei der Zugang von zwei Alenia C-27J-Transportmaschinen sein. Auch für die Mikojan-Gurewitsch MiG-29-Kampfjets der Truppe wird aktuell nach einem Nachfolgemodell gesucht. Unklar ist noch, welche und wie viele Maschinen beschafft werden sollen und ob diese gekauft oder geleast werden sollen.
Aktuell verfügt die Luftwaffe unter anderem über:
- Mikojan-Gurewitsch MiG-29
- Antonow An-26
- Aero L-39
- Mil Mi-8

### Ausrüstung Heer
Kampfpanzer:
- : T-72M1 – 30 (Stand August 2013)[7]
- : T-72M2 Moderna – nur einige Probeversionen sind verfügbar

Transportpanzer:
- : BVP-2 Schützenpanzer – 91
- : BVP-1 Schützenpanzer – 162
- : BPsV-1 Spähpanzer (basiert auf dem BMP-1) – 71
- : Tatrapan in verschiedenen Versionen

Artillerie:
- : DANA
- : ZUZANA

### Ausrüstung Nahkampf
Handfeuerwaffen:
- Pistole vz. 82

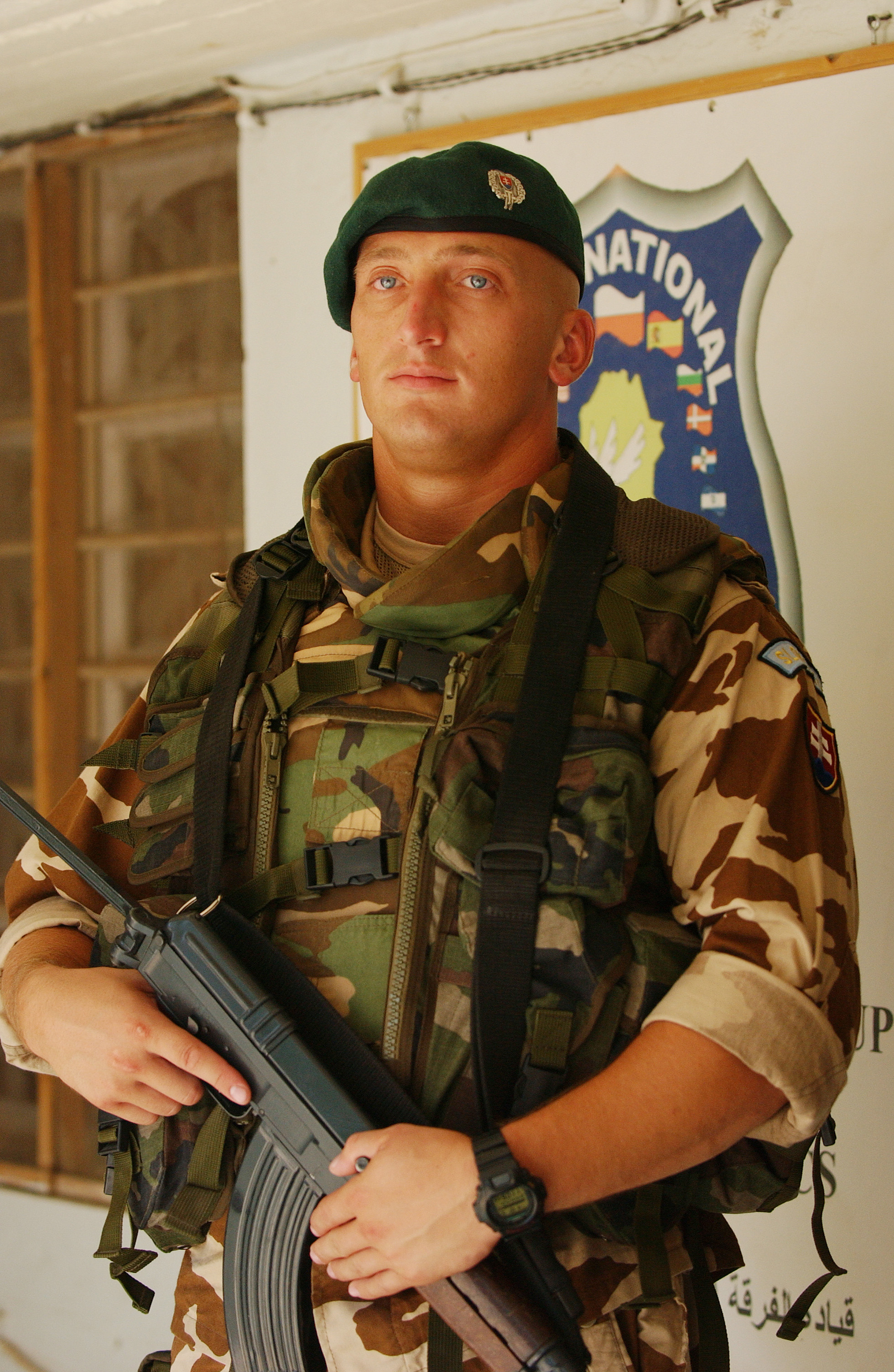
Slowakischer Soldat bei Camp Echo im Irak

- Samopal vz. 58 Standard-Sturmgewehr
- M-16 Sturmgewehr
- Heckler & Koch G36 – benutzt vom 5. Sondereinsatzregiment
- Heckler & Koch HK416 – benutzt vom 5. Sondereinsatzregiment, seit 2009 sind das HK416 und das HK417  Standardsturmgewehre des Regimentes
- Heckler & Koch HK417
- FN MINIMI Para
- Samopal vz. 61
- Heckler & Koch MP5 benutzt vom 5. Sondereinsatzregiment
- Barrett M82.50cal Scharfschützengewehr
- Heckler & Koch UMP benutzt vom 5. Sondereinsatzregiment und der Militärpolizei
- UK vz. 59 Maschinengewehr
- Dragunow-Scharfschützengewehr (SWD)
- Grand Power K100
- Accuracy International Arctic Warfare 12.7 AW.50 MK2. Scharfschützengewehr
- 9K111 Fagot
- FFV Carl Gustaf benutzt von den Sondereinsatzkräften
- AGS-17 Automatischer Granatwerfer
- RPG-75 Reaktive Panzerbüchse
- SIG Sauer SSG 3000

## Friedenseinsätze der slowakischen Streitkräfte
In den 1990er-Jahren nahmen die slowakischen Streitkräfte an den UN-Missionen UNAVEM II und UNAVEM III in Angola teil. Ab 1998 nahm das slowakische Militär an den Missionen SFOR, ab 1999 an KFOR und ab 2001 an ISAF teil.